# Anthim der Iberer

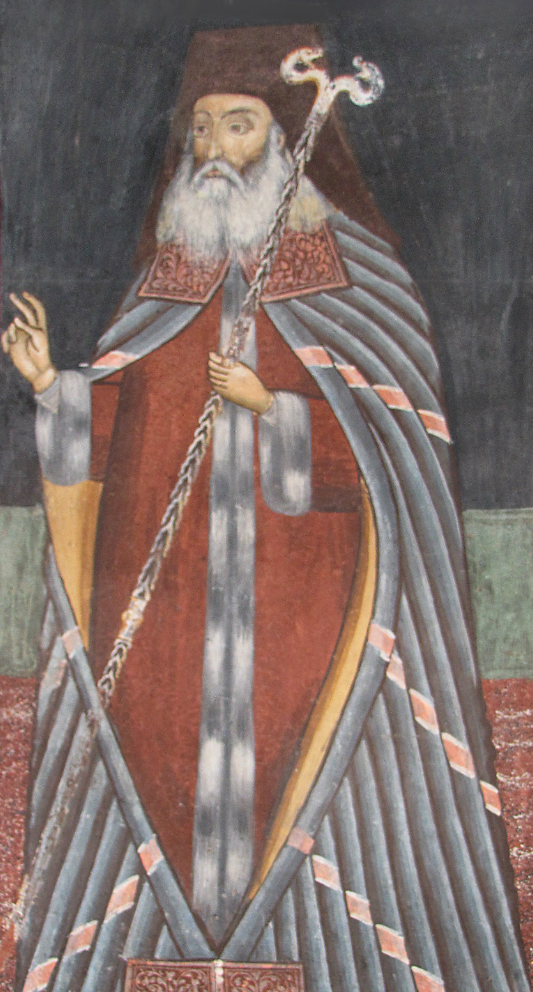
Anthim der Iberer

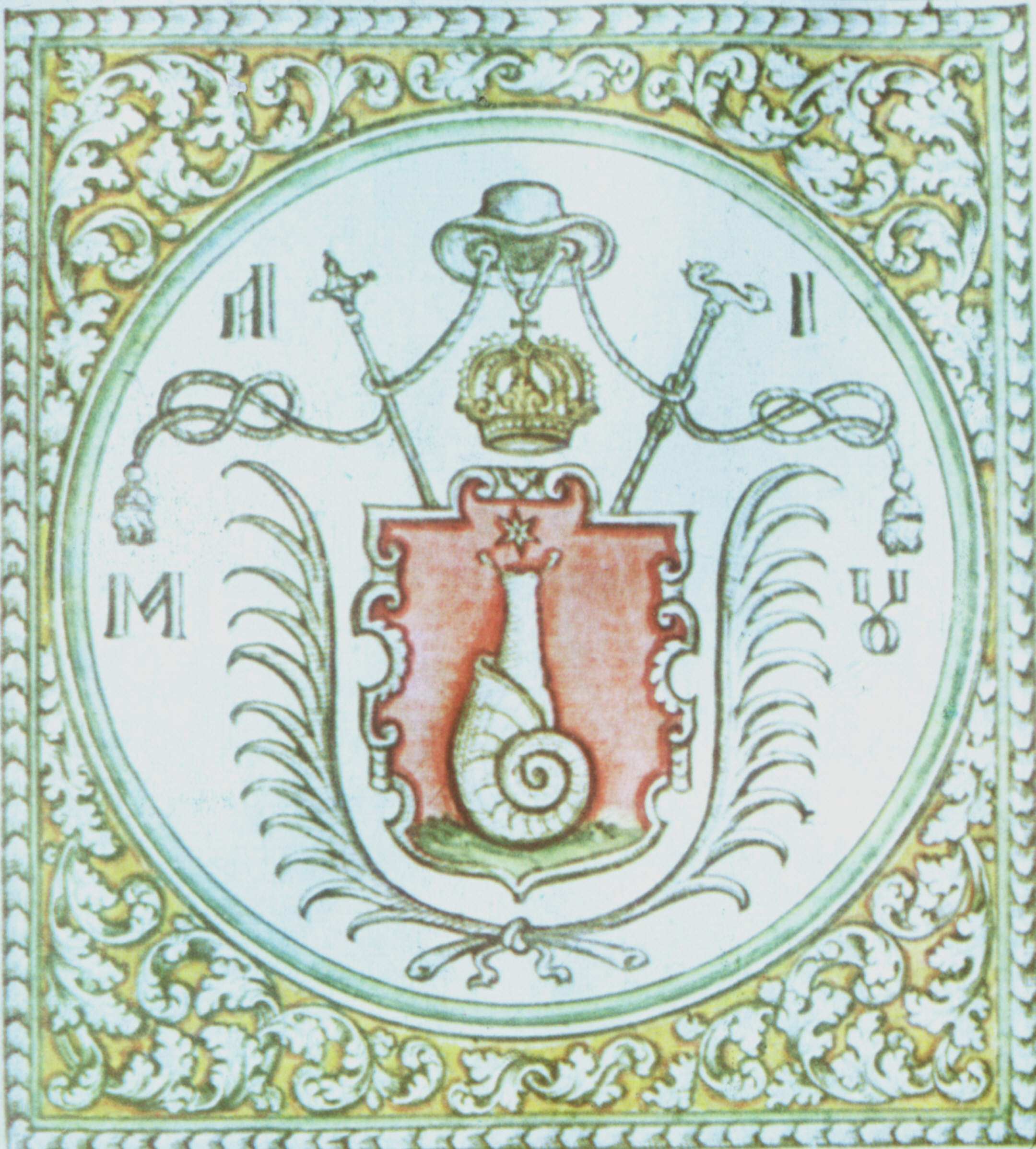
Anthims Wappen in einem Manuskript aus dem 18. Jahrhundert

Anthim der Iberer (rumänisch Antim Ivireanul, georgisch ანთიმოზ ივერიელი Antimoz Iverieli, griechisch ̓Ανϑίμος ὁ ἐξ ̓Ἰβηρίας; Familienname: Andria; * 1650 im Königreich Kartlien, Georgien; † September oder Oktober 1716 an der türkisch-bulgarischen Grenze) war einer der wichtigsten Kirchenführer der Walachei (und Rumäniens), ein bekannter Theologe der Orthodoxen Kirche und Philosoph, Gründer einer der ersten Druckereien in Rumänien, und Metropolit der Ungaro-Walachei in Bukarest von 1708 bis 1715.

## Leben
Anthim stammt aus dem Königreich Kartlien im heutigen Georgien. Als Erwachsener wurde er von osmanischen Truppen gefangen genommen und in Istanbul bzw. Konstantinopel im Gebäude des Orthodoxen Patriarchats unter Hausarrest gestellt. Im Jahr 1689 oder 1690 wurde er von Fürst Constantin Brâncoveanu gefragt, ob er sich im Fürstentum Walachei niederlassen wolle. Er folgte dem Ruf. Dort war er verantwortlich für die neugegründete fürstliche Druckerei in Bukarest. Später wurde er egumen des Snagov-Klosters. Er verlegte die Druckerei von Bukarest in das Kloster.
Im 16. März 1705 wurde er Bischof von Râmnicu Vâlcea und am 28. Januar 1708 wurde er Metropolit der Walachei. Anthim sprach mehrere orientalische und europäische Sprachen. Obwohl er Ausländer war, erwarb er gute Kenntnisse der rumänischen Sprache. Er trug wesentlich dazu bei, dass diese Sprache Liturgiesprache in der Walachei und dem Fürstentum Moldau wurde. Im Jahre 1693 publizierte er das Evangelium in rumänischer Sprache.
Anthims offene Gegnerschaft zum Osmanischen Reich, das die Walachei indirekt beherrschte, machte ihn zum Gegner des proosmanischen griechisch-orthodoxen Regimes der Phanarioten. Der neue Fürst Nicholas Mavrocordatos ließ ihn gefangen nehmen und auf den Berg Sinai verbannen. Anthim wurde dort von den Osmanen festgenommen und auf dem Weg in das heutige Bulgarien getötet. Der Leichnam wurde in den Fluss Mariza oder in den Fluss Tundscha geworfen. Sein Mörder wurde angeblich von Mavrocordatos beauftragt. Im Jahre 1992 wurde Anthim von der Rumänischen Orthodoxen Kirche heiliggesprochen. Die Orthodoxe Kirche gedenkt seiner am 27. September.

## Verdienste
Anthim gründete 1709 die erste georgische Druckerei in Tiflis. Er bildete Georgier in der Kunst des Buchdrucks aus. Mit seinem Schüler Mihail Ishtvanovitch druckte er 1710 das erste georgische Evangelium. Zusätzlich druckte er 25 andere Bücher in rumänischer, kirchenslawischer, griechischer und arabischer Sprache (meist in zweisprachigen Bänden, beispielsweise ein griechisch-arabisches Gebetbuch von 1702). Er war der erste Drucker der Walachei, der arabische Fonts benutzte.
Sein eigenes Werk Didahiile ist eine Sammlung von Predigten, die eine Kritik der zeitgenössischen Gewohnheiten und Moral gegenüber den christlichen Quellen darstellt. Anthim referierte auch über klassische Philosophie. Neben seinem literarischen Wirken war er als Kleriker Erbauer des Allerheiligen-Klosters in Bukarest, heute bekannt als Anthim-Kloster.

## Trivia
Die Rugby-Union-Trophäe zwischen Rumänien und Georgien, der Antim Cup, ist nach ihm benannt.